# Old New
Old New ist ein Jazzalbum von Tomeka Reid.  Aufgenommen am 18. April 2019 von Eivind Opsvik im Studio Greenwood Underground, Brooklyn, erschienen die Aufnahmen im März 2019 auf Cuneiform Records.

## Hintergrund
Das Ensemble, mit dem die Cellistin und Komponistin Tomeka Reid nach dem Debütalbum Tomeka Reid Quartet auch ihr zweites Album einspielte, besteht aus der Gitarristin Mary Halvorson, dem Bassisten Jason Roebke und dem Schlagzeuger Tomas Fujiwara. Mit Halvorson hatte die Cellistin 2016 bei Kristo Rodzevskis Album Bitter Almonds gespielt.

## Titelliste
- Tomeka Reid: Old New

1. Old New 4:08
2. Wabash Blues 4:58
3. Niki's Bop 4:57
4. Aug. 6 5:23
5. Ballad 4:55
6. Sadie 5:17
7. Edelin 6:34
8. Peripatetic 4:24
9. RN 5:28

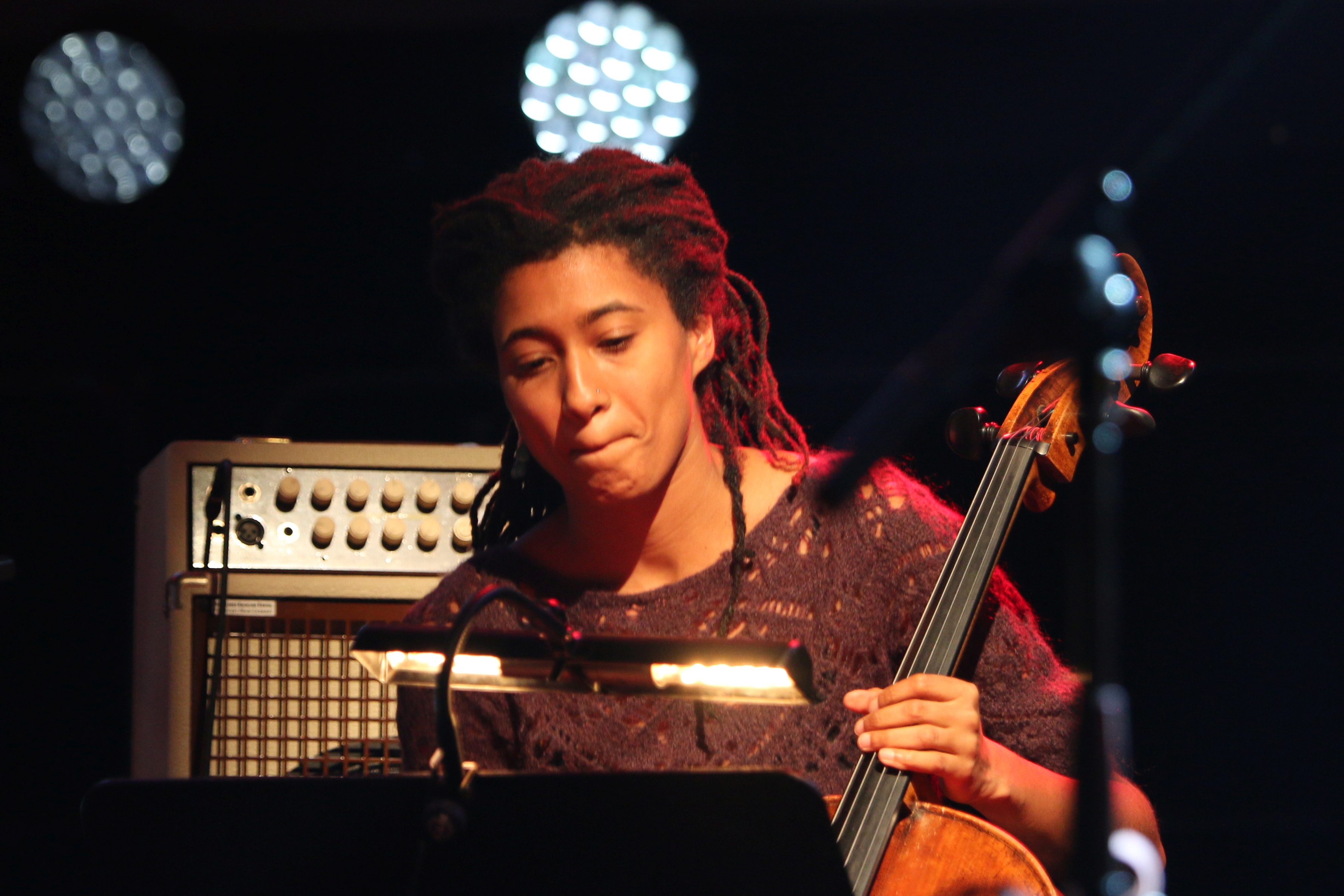
Tomeka Reid 2015

Alle Kompositionen stammen von Tomeka Reid.

## Rezeption
Nach Ansicht von Martin Johnson, der das Album in JazzTimes rezensierte, würden nur wenige Platten den Geist des Jazz im Jahr 2019 so verkörpern wie das Album des Tomeka Reid Quartetts. Die Cellistin führe eine herausragende Gruppe durch neun Kompositionen, die Tradition und Innovation nahtlos miteinander verbänden. Zu den Highlights gehöre „Wabash Blues“, bei dem Halvorson, Fujiwara und die Bandleaderin alle ohne einen Hauch von Klischee auf das titelgebende Genre verwiesen. 2019 könnte Reids Durchbruchsjahr gewesen sein, so der Autor resümierend. Zusätzlich zu dieser großartigen Aufnahme spielte sie in diesem Jahr bewundernswert bei Dave Douglas’ Engage und bei Fujiwaras 7 Poets Trio. Ihr eigenes Album Old New sollte jedoch sowohl für Reid als auch für die Vielfalt der Virtuosität, die im heutigen Jazz zu finden ist, als Maßstab dienen.

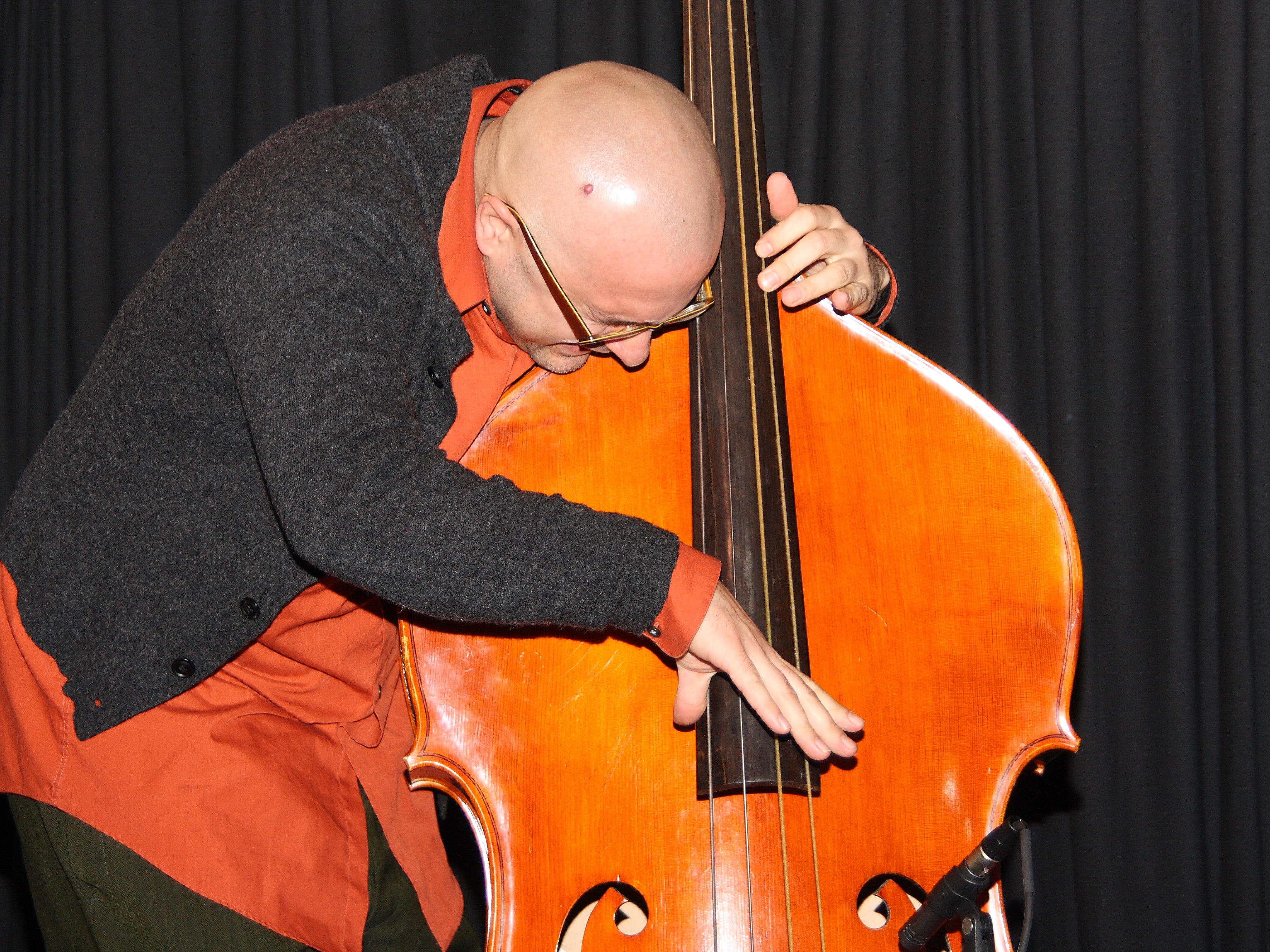
Jason Roebke bei einem Auftritt mit Locksmith Isidore im club W71, Weikersheim

Marc Masters schrieb in Daily Bandcamp, bei Tomeka Reids zweiten Album handle es sich in gewisser Weise um ein Duo-Album,  wie Reids Cello und Mary Halvorsons Gitarre gespielt werde. Mit Unterstützung des Bassisten Jason Roebke und des Schlagzeugers Tomas Fujiwara durchliefen Reid und Halvorson mit Präzision und Adrenalin durch atemlose Figuren und tauchten in Improvisationen ein, bevor sie energisch zu Reids scharfen Themen zurückkehrten.
Justin Vellucci (Sword Fish Blog) schrieb, in den Händen von Tomeka Reid swinge das Instrument, das sonst eher mit elegischer Ausdrucksweise verbunden sei. Im Gegensatz dazu singe und pfeife und schreie das Cello nur so auf diesem Album, alles mit deutlich jazzgeprägten Phrasen. Das Quartett lasse seine zeitgenössischen Jazz-Referenzen kurz auf „Sadie“ aufblitzen, wo Unordnung von Bass und harmonischem Cello zu einem Groove führe. Old New sprudle vor Ideen und einer Energie, die sich zu wogend anfühlt, um überkomponiert, aber zu anspruchsvoll, um nur improvisiert zu wirken.
Mike Borella (Avant Music News) schrieb, der Titeltrack von Old New beginne mit einem aggressiven Rhythmus, vorgetragen von Bassist Jason Roebke und Schlagzeuger Tomas Fujiwara – aggressiv sowohl in seiner treibenden, Rock-orientierten Herangehensweise als auch in seiner Entwicklung, um sich in eine Aufnahme von modernem Creative Jazz einzufügen. Tomeka Reid teilt gemeinsam mit der E-Gitarristin Mary Halvorson ein Thema, das zwischen einem gezackten Stakkato-Motiv, einer kurzen Ohrwurmmelodie und einer locker strukturierten Improvisation wechselt. Das Paar tausche Lead-Positionen und Solo-Aktivitäten auf kollaborative Weise und frei von Egoismus aus, was den Ton für die gesamte Aufnahme vorgebe. Improvisation sei natürlich eine Stärke dieser Gruppe. Trotzdem würden Reids Kompositionen sich selten allzu deutlich dem Free Jazz annähern. Sie wende sich zwar ein paar Mal dieser Tradition zu, wobei sie sich in unbekannte Gewässer begebe. In der Tat ist der Titel „Old New“ eine Beschreibung für diese Strategie. Trotzdem sei Reids Spiel an einigen Stellen deutlich außerhalb dessen, mit gestaffelten Melodien und erweiterten Techniken.